# St. Nicolai (Nordleda)

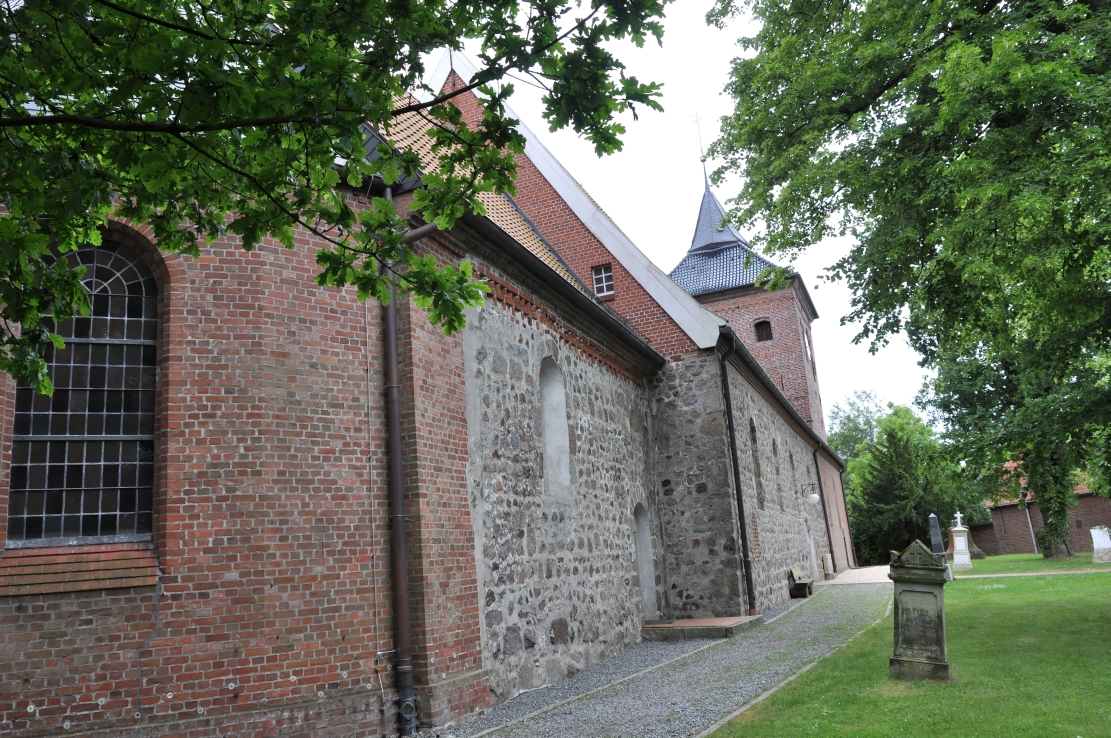
St. Nicolai

Die evangelisch-lutherische denkmalgeschützte Kirche St. Nicolai steht in Nordleda, einer Gemeinde im Landkreis Cuxhaven von Niedersachsen. Die Kirchengemeinde gehört zum Kirchenkreis Cuxhaven-Hadeln im Sprengel Stade der Evangelisch-lutherischen Landeskirche Hannover. Ein Pfarrer wird für diese Kirchengemeinde erstmals 1312 urkundlich erwähnt.

## Beschreibung
Das Langhaus und der eingezogene Chor sind die ältesten Teile der Feldsteinkirche, die um 1200 erbaut wurde. Ihre jetzige Form erhielt sie erst im Lauf der Jahrhunderte. Der Kirchturm aus Backsteinen im Westen wurde im 15. Jahrhundert errichtet. 1625 fiel er einem Sturm zum Opfer und stürzte um. Sein niedriges Zeltdach erhielt er 1824. Im Kirchturm hängen zwei Kirchenglocken, die größere wurde 1964 in der Wilhelmshütte gegossen. Die Apsis wurde 1902 abgebrochen und durch einen polygonalen Abschluss aus Backstein für den Chor ersetzt. Die Fenster des Langhauses wurden im 16. und 18. Jahrhundert verändert. An der Nordseite befindet sich ein rundbogiges Portal mit umlaufender Wulst. Der Chor und das Langhaus sind durch einen Chorbogen miteinander verbunden.
Der Innenraum ist mit einer Holzbalkendecke überspannt, die laut Inschrift 1648 hergestellt wurde. 1664/65 wurde sie mit biblischen Motiven bemalt, an der Nordseite mit den Propheten, an der Südseite mit Jesus Christus und den 12 Aposteln.
Der Altar aus der Zeit von 1520 stand ursprünglich in einer Kirche auf der Insel Alt-Nordstrand, die nach der Burchardiflut 1634, durch die die Insel fast vollständig zerstört wurde, aufgegeben wurde. Er wurde 1642–43 hierher gebracht. Die Predella wurde 1643 erneuert. Das Gebälk und die Bekrönung wurde 1665 hinzugefügt. Die geschnitzte Innenseite des Flügelaltars zeigt im Mittelschrein eine Kreuzigungsszene, umgeben von vier weiteren Szenen der Passionsgeschichte in den Seitenflügeln und Heiligenfiguren. Die mittlere Wandlung des Pentaptychon beinhaltet acht Ölgemälden mit biblischen Szenen. Im geschlossenen Zustand stehen sich zwei Gemälde von Mose mit den Gesetzestafeln und Jesus gegenüber.
Die Kanzel von 1607 hat ihren polygonalen Korb zwischen Säulen an den Ecken. Die Brüstung hat ein Relief, das den Salvator und die 4 Evangelisten zeigt.
Auf zwei Gemälden von 1701 werden Martin Luther und Philipp Melanchthon lebensgroß dargestellt. Zwei mittelalterliche Figuren der Gottesmutter Maria und des Jüngers Johannes sind Reste einer Kreuzgruppe.
Die Orgel mit 20 Registern, verteilt auf 2 Manuale und ein Pedal, wurde 1892 von Ernst Röver gebaut und 2003 von Franz Rietzsch restauriert.